# Пачевський Анатолій Мартинович
Анато́лій Марти́нович Паче́вський (31 серпня 1939, Борсків — 30 серпня 2017) — директор (з квітня 1990) Приватного підприємства «Радівське» з виробництва сільськогосподарської продукції, Герой України, член СПУ (з червня 2004).

## Життєпис
Народився 31 серпня 1939 (с.Борсків, Тиврівський район, Вінницька область); українець; дружина Любов Михайлівна (60 р.) — бухгалтер ПП «Радівське»; син Ігор (40 р.) — директор ПОСП «Нападівське»; син Валентин (33 р.) — виконавчий директор ПП «Радівське».
Навчався у Українській сільськогосподарській академії, факультет механізації (1960—1965), інженер-механік.
У березні 2006 кандидат в народні депутати України від СПУ, № 153 в списку. На час виборів: директор приватного підприємства «Радівське», член СПУ.
- 1958—1960 — причіплювач тракторної бригади, завідувач ферми, колгосп «Росія», с. Радівка.
- 1960—1965 — студент, Українська сільськогосподарська академія.
- 1965—1970 — головний інженер-механік, колгосп «Росія», с. Радівка.
- 1970—1976 — голова колгоспу «Більшовик», с. Дружне Калинівського району.
- 1976—1985 — головний інженер-механік,
- 1985—1990 — звільнений секретар парткому, колгосп «Росія», с. Радівка Калинівського району.

З квітня 1990 — голова (директор) колгоспу «Росія» (з листопада 1992 — КСП «Росія», з лютого 2000 — ПОСП «Радівське», з лютого 2005 — ПП «Радівське» з виробництва сільськогосподарської продукції).
Довірена особа кандидата на пост Президента України Віктора Януковича в ТВО № 13 (2004—2005).
Член НСЖУ (з 2003).
Захоплення: шахи, книги.

## Нагороди
- Орден Дружби народів.
- Орден князя Ярослава Мудрого V ст. (08.1999)[3].
- Герой України (з врученням ордена Держави, 13.11.2002)[4].
- Орден Святого князя Володимира Великого (2001).
- Відзнака Президента України — ювілейна медаль «20 років незалежності України» (2011).[5]
- Відзнака Президента України — ювілейна медаль «25 років незалежності України» (2016).[6]